# شب‌خروش بال‌داسی
شب‌خروش بال‌داسی (نام علمی: Chamaepetes goudotii) نام یک گونه از سرده شب‌خروش‌های زمینی است. این گونه در بولیوی، کلمبیا، اکوادور، و پرو حضور دارد. زیستگاه این پرنده در مناطق نیمه‌گرمسیری یا مناطق گرمسیری معمولاً در نواحی کوهستانی می‌باشد. در اکوادور در مناطق استوایی مشاهده می‌گردد. اندازه این پرنده ۶۱–۶۳٫۵ سانتی‌متر می‌باشد.